# Priirtyshskaya Ravnina
Priirtyshskaya Ravnina är en slätt i Kazakstan, på gränsen till Ryssland. Den ligger i den nordöstra delen av landet, 400 km nordost om huvudstaden Astana.